# Ivan Jakič
Ivan Jakič - Jerin, slovenski general, * 4. junij 1913, Želimlje, † 27. maj 1987, Ljubljana.

## Življenjepis
Leta 1938 je postal član KPJ/KPS in leta 1941 je bil član vojnega komiteja za Slovenijo pri CK KPS in vodil zveze glavnega poveljstva slovenskih partizanskih čet s prvimi partizanskimi enotami ter bil med organizatorji Mokrške in Ribniške čete; Marca 1942 se je priključil partizanom na Dolenjskem. Bil je komandant partizanskih čet v Ljubljanski pokrajini, namestnik komandanta 3. gupe odredov, prvi komandant Tomšičeve brigade, komandant Vzhodnodolenjskega odreda, šef odseka za zveze pri 18. diviziji in 7. korpusu ter šef za trupne zveze pri GŠ NOV in POS. Po osvoboditvi je bil v JLA mdr. prvi komandant ljubljanskega vojnega področja/oblasti/ in okrožja. Leta 1951 je v Beogradu končal VVA JLA. 
Bil je nosilec partizanske spomenice 1941.